# الأردن قبيل الحرب العالمية الثانية

## الأحوال السياسية
لم يختلف حكم الأتراك لمنطقة شرقي الأردن عن باقي المناطق العربية، إذ أنهم تركوا حاميات بسيطة في بعض المدن، وتركوا حرية التصرف في المناطق الداخلية لشيوخ القبائل الذين كانوا يسارعون إلى تقديم الولاء للسلطات التركية. واستمر هذا الوضع حتى دخلت قوات الثورة العربية منطقة شرقي الأردن، فأصبحت تخضع للحكومة العربية في سوريا، والتي تاسست في تشرين الأول عام 1918، ولكن هذا الحكم انتهى بدخول القوات الفرنسية دمشق، ما دفع عددا من رجال الحركة الوطنية بالتوجه إلى شرقي الأردن، واتخذوها مكانا لمقاومة الفرنسيين.  وفي هذه الفترة المضطربة من تاريخ الأردن، أشارت عدة مصادر إلى أن عددا من الوطنيين وشيوخ القبائل ورجال السياسة بعثوا عدة برقيات إلى الشريف حسين بن علي ملك الحجاز، يطلبون منه إرسال أحد أبنائه ليتولى قيادة الحركة الوطنية العربية
انطلق الأمير عبد الله من الحجاز باتجاه الشمال فوصل إلى معان في 23 تشرين الثاني عام 1920، وحسب ما جاء في البيان الذي أصدره في 5 كانون الأول عام 1920، إلى أهالي سوريا يتضح أنه لم يكن في نيته إقامة حكومة في منطقة شرقي الأردن، بل جاء بناء على طلب رجال الحركة الوطنية في سوريا، وهذا يتفق إلى حد كبير مع ما قاله عوني عبد الهادي الذي عاصر هذه الفترة حول أسباب قدوم الأمير عبد الله، ولكنه أورد سببا إضافيا هو أن الأمير قد ضاق ذرعا بحكم والده الملك حسين، الذي كان شديد الوطأة في حكمه على أولاده. لم يكن في قدرة الأمير مقاومة فرنسا بقواته القليلة، بل إنه تفاجا بالأوضاع المتردية في هذه المنطقة، وخاصة الناحية النفسية السيئة التي أصابت الشعب العربي بعد هزيمة ميسلون عام 1920.  وتوالت الدعوات على الأمير عبد الله أثناء مكوثه في معان للقدوم إلى عمان، واتجه وفد من الوطنيين في شرقي الأردن يتكون من: كامل القصاب، وأمين التميمي، وعوني عبد الهادي، ومظهر رسلان إلى معان لإقناع الأمير بالتوجه إلى عمان، وأن بريطانيا لن تتخذ أي إجراء ضده إذا قدم إلى عمان، لأنها تعتبره ممثل الشريف حسين، ولا تريد أن تحكم شرقي الأردن مباشرة.
فتح تحرك الأمير عبد الله من معان إلى عمان بريطانيا فرصة تخليص نفسها من مشكلة الإدارة المباشرة لمنطقة شرقي الأردن، إضافة إلى رغبتها في إبقاء موضع قدم لها في المنطقة بعد تحقيق أهداف الصهيونية في إقامة وطن قومي لليهود في فلسطين، لذلك طلبت الحكومة البريطانية من الضباط السياسين البريطانيين في شرقي الأردن عدم التعرض للأمير عبد الله، كما استقبله إليك كيركبرايد ممثل الحكومة البريطانية في الكرك - ليس باسم الحكومة البريطانية طبعا - ولكن باسم حكومة مؤاب. وفي 2 آذار 1921 وصل الأمير عبد الله إلى عمان، وبعد ثلاثة أيام من وصوله وجه إليه الشريف حسين برقية تفيد بأن المستر تشرشل وزير المستعمرات البريطاني سيصل إلى الشرق الأوسط، ويرغب في مقابلتـك ومفاوضتك، وبعد أن قرا الأمير البرقية قال: على أي شيء يفاوضنا، نحن والله ما جئنا لنشتغل في السياسية، ومع ذلك فقد لبى الدعوة وجرى الاجتماع في القدس في 28 آذار 1921، وتمخض عنه اتفاق على تأسيس إدارة في شرقي الأردن برئاسة الأمير عبد الله، ثم اعترفت بريطانيا استقلال إمارة شرقي الأردن استقلالا ذاتيا في 25 أيار 1923.
وكان الحدث الأبرز خلال هذه الفترة، هو توقيع معاهدة بين حكومة شرق الأردن والحكومة البريطانية 1928 تلا ذلك وضع القانون الأساسي، واستقبل أبناء الشعب الأردني ذلك بالرفض والمعارضة، لأن المعاهدة والقانون لا يعبران عن الأماني الوطنية والاستقلال، ولكن هذه المعارضة لم تستطع تنظيم نفسها، بل أن العناصر الانتهازية ساهمت في تخريب هذه الحركة، مما جعلـها عرضة للتفكك والانهيار السريع، لذلك لم تجد السلطات البريطانية صعوبة في الحد من نشاطها. وحاول الوطنيين إقناع الناس بعدم المشاركة بانتخابات المجلس التشريعي الأول عام 1929 لأن الهدف من ذلك هو المصادقة على المعاهدة، ولكن تدخل الأمير أفشل ذلك، عندما عمل على إقناع الناس بضرورة المشاركة في الانتخابات؛ لأن المعاهدة لايتم تنفيذها إلا بعد تصديقها من المجلس التشريعي. بالرغم من ذلك فقد أضربت اربد وعجلون وعدد من مدن اللواء الشمالي عن العمل، وأبرق عدد من كبار مشايخ وزعماء الشمال إلى الأمير عبد الله يعبرون عن عدم قبولهم لهذه المعاهدة لأنها أشبه بصك عبودية، وقد حاول الأمير الحصول على تأييد أهالي الشمال للمعاهـدة ولكنه لم يفلـح في ذلك. 
وتنادى المعارضون إلى عقد مؤتمر وطني في عمان في 25 تموز عام 1928، تقرر فيه رفض المعاهدة، ولكن هذه المعارضة أخذت حدتها تخف بعد أن اتخذت الحكومة الأردنية سلسلة من التدابير استنادا إلى عدد من القوانين الاستثنائية المقيدة للحريات وخاصة قوانين: منع الجرائم لعام 1928  والعقوبات المشتركة سنة 1928، والنفي والإبعاد لعام 1928، وحظر عقد أي اجتماع عام في البلاد في عام 1933، والدفاع عن شرق الأردن لعام 1935، والجمعيات لسنة 1936، وكان الهدف من هذه القوانين هو تشتيت المعارضة الوطنية وقمعها وسجنها. وعلى الرغم من ذلك استمر النضال الشعي من أجل تعديل المعاهـدة وتحقيق الاستقلال خلال الفترة السابقة للحرب، فقد قامت الأحزاب الأردنية بعقد الاجتماعات والندوات ضد السياسة البريطانية، بل إنها تطورت إلى حد الأعمال التخريبية مثل: الهجوم على بعض المواقع الحكومية في الإمارة، وقطع أسلاك البرق والهاتف ما بين إربد ودرعا وجرش وعمان، وحرق أنابيب شركة نفط العراق. سيطرت السلطات البريطانية على مجريات الأمور في شرقي الأردن في الفترة السابقة للحرب، مما جعل تصرفات الأمير والحكومة تحت مراقبة الإنجليز، وهذا قيد الحريات العامة، وأثر على الموقف الشعبي من الحرب، وحد من إمكانية ظهور معارضة أردنية واضحة وخلال الحرب.

## الأحوال الاقتصادية
عاشت منطقة شرق الأردن إبان الحكم العثماني ظروفا سياسية واقتصادية واجتماعية سيئة، عكست آثارها على مختلف المرافق الحيوية في المنطقة، إذ أن الدولة العثمانية لم تهتم بالأحوال الاقتصادية؛ لأن كل ما كان يهمها هو جمع الضرائب، وسلامة الخط الحديدي الحجازي، إضافة إلى التجنيد الإجباري لأبناء المنطقة. لذلك عندما تاسست إمارة شرق الأردن، واجهـت عدة مشكلات وتحديات قاسية منها: ندرة الموارد الاقتصادية الطبيعية، وضآلة الإنتاج الزراعي، وعدم وجود صناعة تذكر، وعدم توفر الخدمات التي تحتاج إليها المنطقة مثل: الطرق، والكهرباء، إضافة إلى أن السكان كانوا يعيشون حياة بدائية، رافقها انتشار الفقر والجهل والأمراض.
ومع تشكيل الحكومة الأولى في الإمارة في 11 نيسان 1921، أخذت البلاد تخرج من هذه الأوضاع أولا بأول، حيث حصل هناك نوعان من التطور هما: الاقتصادي والاجتماعي، أما أبرز التطورات التي شهدتها القطاعات المختلفة، في الفترة التي سبقت الحرب فهي.

### الزراعة
عرفت الزراعة في الإمارة منذ القدم، فهي أولى المهارات التي انتشرت في البلاد وتوارثها الأبناء عن الآباء، ولكنها كانت مقتصرة على زراعة الحبوب. وقد جرت بعض التحسينات في الزراعة بعد تأسيس الإمارة حيث زادت المساحات المزروعة، وأخذ السكان يقبلون على الاشتغال بالزراعة وتربية الحيوانات، وفق أساليب تقليدية في منطقة جافة يتذبذب فيها المطر، حتى أصبح ما يزيد عن 85% من سكان الإمارة يعتمدون على الزراعة وتربية المواشي. لذلك ظلت المحصولات الزراعية والثروة الحيوانية تشكلان العمود الفقري لحياة السكان، حيث كانت الزراعة عماد حياة أهل القرى، بينما كانت الثروة الحيوانية عماد حياة سكان البادية.

### الصناعة
لم يكن في البلاد أية صناعة بالمعنى المعاصر للصناعة، فكل الصناعات الموجودة آنذاك عبارة عن صناعات منزلية ويدوية، مكانها البيوت والبقالات الصغيرة. فالصناعة لم تتعد مستوى الحرف اليدوية والمهنية المحدودة التي يحتاجها المجتمع الزراعي، لذلك كانت محصورة بالأشغال اليدوية مثل: الحدادة والنجارة والخياطة، ولم تعرف البلاد المصانع أو المعامل أو المناجم، وإن كانت قد ظهرت بعض الثروات الطبيعية في الإمارة مثل: الثروات المعدنية في البحر الميت. والسبب في ذلك كان السياسة البريطانية في الإمارة التي كانت حائلا دون التوجه نحو التصنيع، إذ أن قيام صناعة متطورة في البلاد يتنافى مع مصالح المستعمر، الذي يرغب في استمرار ارتباط أبناء الشعب به، والحيلولة دون استفادة الشعب من مصادره الزراعية، وثرواته الطيعية.

### التجارة
لم تكن حال التجارة أفضل من حال الصناعة والزراعة، إذ أن وعورة المواصلات وندرة الطرق المعبدة، واعتبار أن الأسرة الواحدة هي الوحدة الأساسية في الإنتاج أدى إلى عرقلة النمو التجاري، لذلك اقتصرت التجارة على نظام المبادلة، أي مبادلة سلعة بسلعة ويتم ذلك في مواسم وأسواق معينة. ومع ذلك فقد ظهرت تجارة بسيطة في بعض المدن على أيدي أبناء الجاليات السورية والفلسطينية، التي اقتصرت على تصدير الفائض من المنتجات الزراعية والحيوانية واستيراد الحاجات البسيطة من: سوريا وفلسطين، وشراء المواد الغذائية من التجار الوافدين من و الدول المجاورة والعابرين لأراضي الإمارة. وعلى الرغم من ذلك فلم تكن هناك تجارة كبرى أو شركات تجارية بالمعنى الحقيقي، وكانت العلاقات التجارية بين الأردن والبلاد العربية - أثناء الحكم العثماني - حرة من كل قيد، وعندما فرض الانتداب البريطاني على شرقي الأردن عام 1922، وضعت الحواجز الجمركية، وعقدت اتفاقيات تجارية بين الأردن والبلاد المجاورة وهي: سوريا، لبنان، فلسطين، العراق، والسعودية.
حاول الأمير عبد الله وحكومته الحد من التدخل البريطاني المباشر في شوون البلاد، وذلك بإصدار أوامر بجميع موظفي الدولة لضبط: الإنفاق وإلغاء الوظائف الزائدة. 

## الأحوال الاجتماعية
حجم الخدمات التي تسود المجتمع هي المعيار الذي يقاس به تقدم أو رقي هذا المجتمع، وقبل الحديث عن الخدمات الاجتماعية أثناء الحرب، لابد من تناول الجوانب الرئيسية لهذه الخدمات في الفترة التي سبقت الحرب وهي:

### السكان
ينقسم سكان الإمارة إلى ثلاث فئات، الأولى: الفلاحون الذين يشكلون غالبية السكان، ويقيمون في القرى، ويمارسون الزراعة، والثانية: سكان المدن الذين أقاموا في عدد قليل من المدن لم يتجاوز عددها عشر مدن، والثالثة: البدو الرحل الذين أقاموا في الصحراء، وكانوا في حركة تنقل دائمة داخل الإمارة وخارجها. وبما إن شرق الأردن أرضا صحراوية منعزلة لذلك تركزت الكثافة السكانية في الشمال و الغرب ، ويغلب عليها الفلاحون، أما الشرق فكانت الكثافة من البدو، والأقل بين سكان الإمارة هم سكان المدن.
وهنا لابد من الإشارة إلى أنه لم تجر عملية إحصائية منظمة ودقيقة للسكان في الإمارة منذ تأسيسها، غير أن هناك تقارير رسمية اعتمدت على تقديرات شيوخ القبائل ومخاتير القرى لبيان أعداد السكان، مثل التعداد الذي أجرته نيابة العشائر في شهر أيلول عام 1922، وقدرت فيه عدد السكان 225.380 

### التعليم
لم يكن هناك اهتمام كبير بالتعليم أثناء الحكم العثماني، حيث لم يكن هناك سوى عدد قليل من المدارس الابتدائية والرشدية، مقابل ذلك ظل الاعتماد على الدراسة في الكتاتيب التي توجد عادة في المساجد. وفي عام 1921 وضعت الحكومة تشريعات وانظمة، أسست بموجبها عددا من المدارس الابتدائية والثانوية. 
لذلك أصبح في شرق الأردن 23 مدرسة ابتدائية ومدرسة ثانوية واحدة هي مدرسة السلط الثانوية، ونفقات التعليم لم تكن تتجاوز 6 آلاف جنيه فلسطيني وذلك في العام ذاته. ومع ذلك انحصر التعليم منذ بداية الإمارة في المدن، حيث كان عدد المدارس الحكومة عام 1923/1922 (54) مدرسة، وارتفع هذا العدد عام 1938/1937 إلى 69 مدرسة، وانتشرت المدارس الأهلية ومدارس الطوائف.

### الصحة
لم تكن حال الصحة أفضل من حال التعليم، فقبل تأسيس الإمارة لم يكن هناك منظمة أو مؤسسة لرعاية الشؤون الصحية في البلاد حتى عام 1926، عندما تاسست أول دائرة للصحة في شرق الأردن. كان عدد الأطباء عند تأسيس الإمارة 5 أطباء، طبيب واحد في كل من: إربد، والسلط، وعمان، ومأدبا والكرك. وفي عمان 1926 أصبح هناك 28 طبيبا و5 صيادلة، أما عام 1930 فقد بلغ عدد الأطباء 30 طبيبا و 3 أطباء أسنان و 4 أطباء لقوة الحدود، وطبيب واحد لقوة الطيران البريطانية.
وبشكل عام يمكن القول إن سوء الأحوال الاقتصادية، وتفشي التخلف والجهل وانتشار الأمراض والأوبئة في الريف والبادية قادت إلى سوء الأحوال الصحية في الإمارة.

### المواصلات
كانت البلاد على مدار التاريخ ممرا جغرافيا مهما للقوافل بين الحجاز وسوريا والعراق وفلسطين، لذلك شهدت الفترة العثمانية إنشاء الخط الحديدي الحجازي، الذي يخترق الأراضي الأردنية ويعتبر هذا الخط أول وسيلة آلية للنقل شهدتها البلاد، ورافق مد الخط الحجازي مد خط للتلغراف بالإضافة إلى مركز للهاتف في كل محطة من محطات الخط. وأما عن الطرق المعبدة فلم تزد أطوالها في بدايات العشرينات عن 30 كم، ولغاية عام 1936 لم يعبد سوى 49 كم.